# فهرست انجمن‌های علمی ایران
انجمن تحقیق و توسعه نوآوری صنایع معادن ایران
بر پایه مصوبه 262 تاریخ ۷ مهر ۱۳۷۰ (خورشیدی) شورای عالی انقلاب فرهنگی ، صدور و تمدید مجوز تأسیس انجمن‌های علمی،  نظارت بر حسن انجام کار آن‌ها در ایران، بسته به مورد، بر عهده (۱) وزارت علوم، تحقیقات و فناوری، (۲) وزارت بهداشت، درمان و آموزش پزشکی و (۳) وزارت فرهنگ و ارشاد اسلامی گذاشته شد.

## انجمن‌های علمی غیرپزشکی ایران
انجمن‌های علمی غیرپزشکی ایران که طبق مصوبه ۲۶۲ شورای عالی انقلاب فرهنگی، ۷ مهر ۱۳۷۰، مجوز خود را از کمیسیون انجمن‌های علمی ایران دریافت کرده‌اند شامل ۱۹۷ انجمن علمی به شرح زیر هستند:
- ۲۴ انجمن در گروه علوم پایه
- ۶۴ انجمن در گروه فنی و مهندسی
- ۶۲ انجمن در گروه علوم انسانی
- ۲۹ انجمن در گروه کشاورزی
- ۲۰ انجمن در گروه بین‌رشته‌ای[۲]

### انجمن‌های علمی غیرپزشکی ایران - علوم پایه
- انجمن فیزیک ایران
- انجمن گل و گیاهان زینتی ایران
- انجمن شیمی ایران
- انجمن نجوم ایران
- انجمن ریاضی ایران
- انجمن ژنتیک ایران
- انجمن آمار ایران
- انجمن زمین‌شناسی ایران
- انجمن ژئوفیزیک ایران
- انجمن زیست‌شناسی ایران
- انجمن کشت سلول و بافت ایران
- انجمن بلورشناسی و کانی‌شناسی ایران
- انجمن هسته‌ای ایران
- انجمن سنجش از دور ایران
- انجمن بیوشیمی فیزیک ایران
- انجمن شورای خانه‌های ریاضیات ایران
- انجمن سیستم‌های فازی ایران
- انجمن ایرانی تحقیق در عملیات
- انجمن جراحی دامپزشکی ایران
- انجمن زمین‌شناسی نفت ایران
- انجمن دیرینه‌شناسی ایران
- انجمن حفاظت در برابر اشعه ایران

### انجمن‌های علمی غیرپزشکی ایران - فنی و مهندسی
- انجمن علمی کامپوزیت ایران
- انجمن آزمون های غیرمخرب ایران
- انجمن آموزش مهندسی ایران
- انجمن آهن و فولاد ایران
- انجمن مخترعین کشور
- انجمن احتراق ایران
- انجمن الکتروشیمی ایران
- انجمن انرژی خورشیدی ایران
- انجمن انفورماتیک ایران
- انجمن برقابی ایران
- انجمن تأسیسات حرارتی و برودتی ایران
- انجمن تونل ایران
- انجمن جوشکاری و آزمایش‌های غیر مخرب ایران
- انجمن حمل و نقل هوایی ایران
- انجمن خودروهای گاز سوز ایران
- انجمن خوردگی ایران
- انجمن رمز ایران
- انجمن ریخته‌گری ایران
- انجمن زمین‌شناسی مهندسی ایران
- انجمن ژئوتکنیک ایران
- انجمن سازه‌های فولادی ایران
- انجمن سرامیک ایران
- انجمن صنایع رنگ ایران
- انجمن علوم و تکنولوژی سطح ایران
- انجمن علوم و صنایع غذایی ایران
- انجمن علوم و فناوری مهندسی نساجی ایران
- انجمن علوم و فنون دریایی ایران
- انجمن علوم و مهندسی پلیمر ایران
- انجمن علوم و مهندسی منابع آب ایران
- انجمن فرش ایران
- انجمن فرماندهی و کنترل ارتباطات رایانه و اطلاعات ایران
- انجمن فناوری اطلاعات و ارتباطات ایران
- انجمن کامپیوتر ایران
- انجمن لجستیک ایران
- انجمن بینایی ماشین و پردازش تصویر ایران
- انجمن مراکز تحقیق و توسعه صنایع و معادن ایران
- انجمن معماری و شهرسازی ایران
- انجمن مکاترونیک ایران
- انجمن مکانیک سنگ ایران
- انجمن مواد پر انرژی ایران
- انجمن موتور ایران
- انجمن مهندسی برق و الکترونیک ایران
- انجمن مهندسی بهره‌وری صنعت برق ایران
- انجمن مهندسی پزشکی ایران
- انجمن مهندسی حمل و نقل ایران
- انجمن مهندسی حمل و نقل ریلی ایران
- انجمن مهندسی خودرو ایران
- انجمن مهندسی دریایی ایران
- انجمن مهندسی راه و ساختمان ایران
- انجمن مهندسی روسازی ایران
- انجمن مهندسی زلزله ایران
- انجمن مهندسی ساخت و تولید ایران
- انجمن مهندسی شیمی ایران
- انجمن مهندسی صنایع ایران
- انجمن مهندسی عمران ایران
- انجمن مهندسی کنترل و ابزار دقیق ایران
- انجمن مهندسی گاز ایران
- انجمن مهندسی ماشین‌های کشاورزی و مکانیزاسیون ایران
- انجمن مهندسی متالورژی ایران
- انجمن مهندسی معدن ایران
- انجمن مهندسی مکانیک ایران
- انجمن مهندسی نفت ایران
- انجمن مهندسی نقشه‌برداری و ژئوماتیک ایران
- انجمن نگهداری و تعمیرات ایران
- انجمن هوافضای ایران
- انجمن هیدرولیک ایران

### انجمن‌های علمی غیرپزشکی ایران - کشاورزی
- انجمن آبخیزداری ایران
- انجمن آبیاری و زهکشی ایران
- انجمن اقتصاد کشاورزی ایران
- انجمن بیماری‌شناسی گیاهی ایران
- انجمن پروتئومیکس ایران
- انجمن ترویج و آموزش کشاورزی ایران
- انجمن توسعه روستایی ایران
- انجمن جنگلبانی ایران
- انجمن حشره‌شناسی ایران
- انجمن زنبور عسل ایران
- انجمن علوم باغبانی ایران
- انجمن علوم خاک ایران
- انجمن علوم دامی ایران
- انجمن علوم زراعت و اصلاح نباتات ایران
- انجمن علوم علف‌های هرز ایران
- انجمن علوم و صنایع چوب و کاغذ ایران
- انجمن علوم و فناوری غلات ایران
- انجمن کشاورزی بوم شناختی ایران
- انجمن کنه‌شناسی ایران
- انجمن گیاهان دارویی ایران
- انجمن مدیریت کنترل مناطق بیابانی ایران
- انجمن مرتعداری ایران
- انجمن مهندسی آبیاری و آب ایران
- انجمن هلشتاین ایران
- انجمن سازندگان ادوات، ماشین‌های کشاورزی و قطعات یدکی استان اصفهان (سامک)
- جمعیت فناوری نیشکر ایران
- فیزیولوژی گیاهی ایران
- انجمن علمی شتر ایران

### انجمن‌های علمی غیرپزشکی ایران - علوم انسانی
- انجمن علمی وقف و امور خیر ایران
- انجمن «آموزش عالی» ایران
- انجمن آموزش زبان و ادبیات انگلیسی ایران
- انجمن آینده نگری ایران
- انجمن اسلام و توسعه اقتصادی ایران
- انجمن اقتصاد ایران(انجمن اقتصاددانان ایران)
- انجمن اقتصاد اسلامی ایران
- انجمن اقتصاد انرژی ایران
- انجمن اقلیم‌شناسی ایران
- انجمن انسان‌شناسی ایران
- انجمن ایرانی روان‌شناسی
- انجمن ایرانی مطالعات جامعه اطلاعاتی
- انجمن ایرانی مطالعات زنان
- انجمن ایرانی مطالعات فرهنگی و ارتباطات
- انجمن جامعه‌شناسی آموزش و پرورش ایران
- انجمن جامعه‌شناسی ایران
- انجمن جمعیت‌شناسی ایران
- انجمن حسابداری ایران
- انجمن حکمت و فلسفه ایران
- انجمن روانشناسی مثبت ایران
- انجمن روان‌شناسی اجتماعی ایران
- انجمن روان‌شناسی ایران
- انجمن زبان‌شناسی ایران
- انجمن کتابداری و اطلاع‌رسانی پزشکی ایران
- انجمن مدیریت ایران
- انجمن پژوهش‌های آموزشی ایران
- انجمن انقلاب اسلامی ایران
- انجمن ایرانی اخلاق در علوم و فناوری
- انجمن ایرانی تاریخ اجتماعی علم و فناوری
- انجمن ایرانی تاریخ اسلام
- انجمن ایرانی تاریخ ایران
- انجمن ایرانی تاریخ فلسفه
- انجمن ایرانی تعلیم و تربیت
- انجمن ایرانی جرم‌شناسی
- انجمن ایرانی حقوق جزا
- انجمن ایرانی روابط بین‌الملل
- انجمن ایرانی زبان و ادبیات عربی
- انجمن ایرانی مطالعات سازمان ملل متحد
- انجمن بازار یابی ایران
- انجمن بازرگانی ایران
- انجمن تربیت بدنی و علوم ورزشی ایران
- انجمن علمی تحقیق و تصحیح نسخه های خطی ایران
- انجمن ترویج زبان و ادب فارسی ایران
- انجمن جغرافیائی ایران
- انجمن ایرانی حقوق اداری
- انجمن حقوق پزشکی ایران
- انجمن حقوق مالکیت فکری ایران
- انجمن روان‌شناسی بالینی کودک و نوجوان ایران
- انجمن زبان و ادبیات فارسی ایران
- انجمن زبان و ادبیات فرانسه ایران
- انجمن ژئوپلیتیک ایران
- انجمن عرفان اسلامی ایران
- انجمن علمی اولیاء و مربیان ایران
- انجمن علمی باستان‌شناسی ایران
- انجمن علمی برنامه‌ریزی فرهنگی ایران
- انجمن علمی مددکاری اجتماعی ایران
- انجمن علوم سیاسی ایران
- انجمن علوم قرآن و حدیث ایران
- انجمن علوم مدیریت ایران
- انجمن فلسفه تعلیم و تربیت ایران
- انجمن کودکان استثنایی ایران
- انجمن مددکاران اجتماعی ایران
- انجمن مدیریت اجرائی ایران
- انجمن مدیریت راهبردی ایران
- انجمن مشاوره ایران
- انجمن مطالعات برنامه‌ریزی درسی ایران
- انجمن مطالعات خانواده در ایران
- انجمن معارف اسلامی ایران
- انجمن نقد ادبی ایران

### انجمن‌های علمی غیرپزشکی ایران - بین رشته‌ای
- انجمن آموزش و توسعه منابع انسانی ایران
- انجمن علمی پدافند غیرعامل ایران
- انجمن اپتیک و فوتونیک ایران
- انجمن ارزیابی محیط زیست ایران
- انجمن انرژی ایران
- انجمن آموزش مهندسی ایران
- انجمن ایمنی زیستی ایران
- انجمن بیوانفورماتیک ایران
- انجمن پروبیوتیک و غذاهای فراسودمند ایران
- انجمن بیوتکنولوژی ایران
- انجمن ترویج علم ایران
- انجمن خلاء ایران
- انجمن سیستمهای هوشمند ایران
- انجمن علوم ایمنی ایران
- انجمن کارآفرینی و نوآوری ایران
- انجمن کیفیت ایران
- انجمن محیط زیست ایران
- انجمن مدیریت پروژه ایران
- انجمن مدیریت فناوری ایران
- انجمن مخترعین کشور(ایران)
- انجمن منظر ایران
- انجمن مهندسی ارزش ایران
- انجمن نانوفناوری ایران
- انجمن هواشناسی ایران
- جمعیت ایرانی پیشبرد ارتباط صنعت و دانشگاه
- جمعیت توسعه علمی ایران
- شورای انجمن‌های علمی ایران

## انجمن‌های علمی پزشکی ایران
- انجمن علمی روان‌درمانی ایران